# جون هوبكروفت
جون هوبكروفت (بالإنجليزية: John Hopcroft)‏ ولد في 7 أكتوبر 1939 عالم حاسوب أمريكي، اشتهر في مجال علم الحاسوب بعمله على نظرية الحوسبة وبنية البيانات، فاز بجائزة تورنغ في عام 1986.